# Список серий аниме The Qwaser of Stigmata
Это список и описание   серий аниме-сериала «The Qwaser of Stigmata», который транслировался в Японии в 2010-2011 годах. Всего вышло два сезона и 1 OVA, первый сезон состоит из 24 серий, а второй из 12 серий.
| Сезон | Сезон | Серий | Премьера в Японии | Премьера в Японии |
| Сезон | Сезон | Серий | Премьера          | Финал             |
| ----- | ----- | ----- | ----------------- | ----------------- |
|       | 1     | 24    | 9 января 2010     | 19 июня 2010      |
|       | OVA   | 1     | 20 октября 2010   | 20 октября 2010   |
|       | 2     | 12    | 11 апреля 2011    | 28 июня 2011      |

## Первый сезон
| № серии | Название                                                                                        | Трансляция      |
| ------- | ----------------------------------------------------------------------------------------------- | --------------- |
| 1       | Ночь страха «Фуруэру Ёру» (震える夜)                                                            | 9 января 2010   |
| 2       | Маска дружбы «Камэн но Ю:дзё:» (仮面の友情)                                                     | 16 января 2010  |
| 3       | Страждущие «Мотомэси Моно-тати» (求めし者たち)                                                  | 23 января 2010  |
| 4       | Королева и я «Дзёо:-сама то Атаси» (女王様とあたし)                                             | 30 января 2010  |
| 5       | Белые лилии войны «Сэндзё: но Сираюри» (戦場の白ユリ)                                           | 6 февраля 2010  |
| 6       | Яйцо великой княжны «О:дзё но Тамаго» (皇女の卵)                                                | 13 февраля 2010 |
| 7       | Пречистая богородица «Хё:хаку но Мариа» (漂白の生神女)                                          | 20 февраля 2010 |
| 8       | Два обличия повелителя кислорода (часть 1) «Со:мэн но Атомису (Дзэмпэн)» (双面のアトミス(前編)) | 27 февраля 2010 |
| 9       | Два обличия повелителя кислорода (часть 2) «Со:мэн но Атомису (Ко:хэн)» (双面のアトミス(後編))  | 6 марта 2010    |
| 10      | В первый раз осталась одна «Хадзимэтэ(?) но О-русубан» (はじめて(？)のおるすばん)               | 13 марта 2010   |
| 11      | Ведьмино распятие «Мадзё но Дзю:дзика» (魔女の十字架)                                           | 20 марта 2010   |
| 12      | Меч крови «Сэнкэцу но Цуруги» (鮮血の剣)                                                        | 27 марта 2010   |
| 13      | Ночь на железных источниках «Гантэцусэн но Ёру» (含鉄泉の夜)                                    | 3 апреля 2010   |
| 14      | Меланхолия Цудзидо Миюри «Цудзидо: Миюри но Ю:уцу» (辻堂美由梨の憂鬱)                           | 10 апреля 2010  |
| 15      | Англо-русская Антанта «Anglo-Russian Entente»                                                   | 17 апреля 2010  |
| 16      | Феникс осуждения «Дандзай но фэникусу» (断罪の不死鳥(フェーニクス))                             | 24 апреля 2010  |
| 17      | Огненное Евангелие «Хоно: но госупэру» (炎の福音(ゴスペル))                                     | 1 мая 2010      |
| 18      | Ловушка Уробороса «Уроборосу но Вана» (ウロボロスの罠)                                          | 8 мая 2010      |
| 19      | Тайный сад «Химицу но Ханадзоно» (秘密の花園)                                                   | 15 мая 2010     |
| 20      | Бумажная Императрица «Хариботэ О:дзё» (ハリボテ皇女)                                            | 22 мая 2010     |
| 21      | Водное святилище «Мидзу но Сэйдо:» (水の聖堂)                                                   | 29 мая 2010     |
| 22      | Геена Троицы «Торинити Гэхэна» (トリニティ・ゲヘナ)                                             | 5 июня 2010     |
| 23      | Мученик Саша «Тимэйся Са:ся» (致命者サーシャ)                                                   | 12 июня 2010    |
| 24      | Юность бывает один раз в жизни «Нандзи, Сэйсюн Суру Кото Накарэ» (汝、青春することなかれ)       | 19 июня 2010    |

## OVA
| № серии | Название                                              | Трансляция      |
| ------- | ----------------------------------------------------- | --------------- |
| 10.5    | Портрет императрицы «Дзётэй но Сё:дзо:?» (女帝の肖像) | 20 октября 2010 |

## Второй сезон
| № серии | Название | Трансляция     |
| ------- | --- | -------------- |
| 01      | Серебряная принцесса-деволожница «Гиниро но Хяку-го: Химэ» (銀色の百合姫)                                                                                  | 12 апреля 2011 |
| 02      | Носительница Магдалины «Магудара но Арика» (携香女の在処)                                                                                                  | 19 апреля 2011 |
| 03      | Стеклянная ловушка «Хари но Вана» (玻璃の罠) | 26 апреля 2011 |
| 04      | Шипастая клетка «Ибара но Ори» (荊の檻) | 3 мая 2011     |
| 05      | Ведьмино подношение «Мадзё но Икэниэ» (魔女の生贄) | 10 мая 2011    |
| 06      | Воссоединение «Сайкай» (再会) | 17 мая 2011    |
| 07      | Гадание на груди по методу мадам Лили «Мадаму Ририй но Оппай Уранай» (マダム・リリィのおっぱい占い)                                                        | 24 мая 2011    |
| 08      | Прекрасный соперник «Уцукусики Тё:сэнся» (美しき挑戦者) | 31 мая 2011    |
| 09      | Волнующий праздник основания «Доки☆Доки Со:рицу-сай» (ドキ☆ドキ創立祭)                                                                                     | 7 июня 2011    |
| 10      | Квазер со стигматом «Хидзирикон но Ку Эйса» (聖痕の☆くぇいさー)                                                                                            | 14 июня 2011   |
| 11      | Ночь на железных источниках 2 — Приложись и удивись «Гантэцусэн но Ёру» (含鉄泉の夜)                                                                       | 21 июня 2011   |
| 12      | Спокойствие закончено — Завертелись шестерёнки судьбы «Хэион ва Овари о Цугэ, Уммэй но Хагурума ва Мавари Дасу» (平穏は終わりを告げ、運命の歯車は回りだす) | 28 июня 2011   |